# Larry Kert

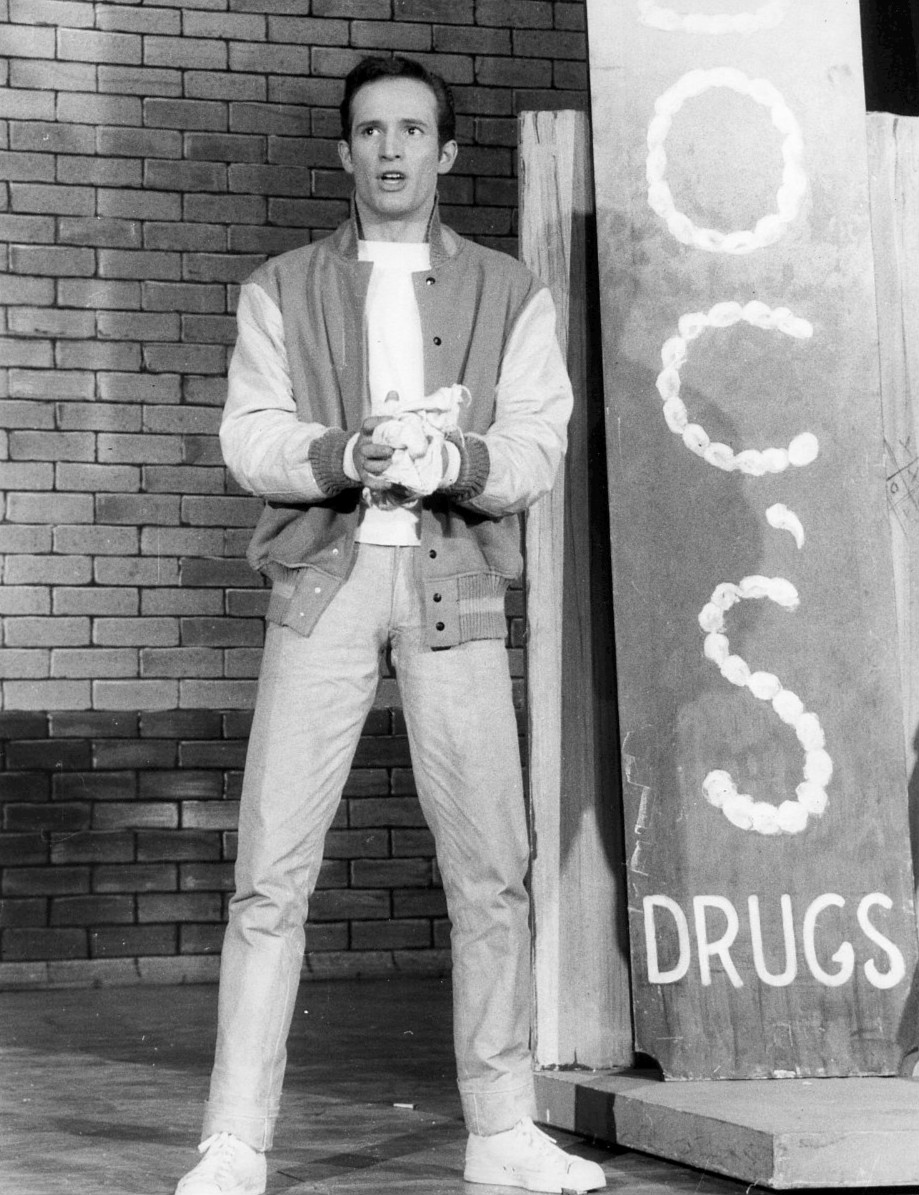
Larry Kert als Tony in der Broadwayerstproduktion von West Side Story (1957)

Lawrence Frederick „Larry“ Kert (geboren 5. Dezember 1930 in Los Angeles; gestorben 5. Juni 1991 in Manhattan, New York City) war ein US-amerikanischer Schauspieler, der vor allem als Musicaldarsteller bekannt wurde.

## Leben
Kert kam als Sohn jüdischer Eltern auf die Welt und hatte drei Geschwister. Er wuchs in Los Angeles auf. Er besuchte gemeinsam mit seiner Schwester Anita die Hollywood High School. Kert absolvierte eine Ausbildung zum Theaterschauspieler. 
1957 spielte er die Hauptrolle des „Tony“ in der Originalbesetzung des Musicals West Side Story von Leonard Bernstein und Stephen Sondheim, was seine bekannteste Rolle wurde. In den folgenden Jahrzehnten war er als Musicaldarsteller in verschiedenen Rollen engagiert. Während er am Theater vielbeschäftigt war, kam er bei seinen gelegentlichen Auftritten in Film und Fernsehen nicht über Nebenrollen hinaus.
Kert verstarb 1991 in Manhattan an Aids. Sein langjähriger Lebenspartner war Ron Pullen.

## Bühnenauftritte (Auswahl)
- Tickets, Please! (1950)
- John Murray Anderson’s Almanac (1953)
- Ziegfeld Follies of 1956 (1956)
- Mr. Wonderful (1956)
- West Side Story (1957; 1960)
- A Family Affair (1962)
- Frühstück bei Tiffany (1966) (kurz vor  Broadwayeröffnung abgesagt)
- Cabaret (1968)
- La Strada (1969)
- Lock Up Your Daughters (1969)
- Company (1970; 1972) (als Ersatz für Dean Jones)
- Two Gentlemen of Verona (1973)
- Sondheim: A Musical Tribute (1973)
- Sugar (1974)
- All American (1975)
- Mexican Hayride (1975)
- A Musical Jubilee (1975)
- Side by Side by Sondheim (1977; 1978; 1985)
- Joley (1979)
- Al Jolson Tonight (1980)
- They Say It’s Wonderful: A Salute to Irving Berlin (1981)
- Anything Goes (1982)
- They're Playing Our Song (1983)
- Funny Girl (1984)
- Guys and Dolls (1984)
- Rags (1986)
- The Rise of David Levinsky (1987)
- Let ’Em Eat Cake (1987)
- Of Thee I Sing (1987)
- La Cage aux Folles (1987)
- Legs Diamond (1988)
- Nymph Errant (1989)

## Filmografie (Auswahl)
- 1939: Time Out for Lessons (Kurzfilm)
- 1953: Heiratet Marjorie? (By the Light of the Silvery Moon)
- 1953: Blondinen bevorzugt (Gentlemen Prefer Blondes)
- 1962: Alfred Hitchcock präsentiert (Alfred Hitchcock Presents, Fernsehserie, Folge 7x39)
- 1965: Die Gierigen (Synanon)
- 1973: Hawaii Fünf-Null (Hawaii Five-O, Fernsehserie, Folge 5x15)
- 1973: Kojak – Einsatz in Manhattan (Kojak, Fernsehserie, Folge 1x09)
- 1976: Reich und Arm (Rich Man, Poor Man, Fernsehserie, 2 Folgen)
- 1977: New York, New York
- 1978: On Our Own (Fernsehserie, Folge 1x11)